# Jacek Gutowski
Jacek Gutowski, né le 25 juillet 1960 à Varsovie et mort le 1er décembre 1996  dans cette même ville, est un haltérophile polonais. Il participe aux Jeux olympiques d'été de 1988 en concourant dans la catégorie des -52 kg

## Palmarès

### Jeux olympiques
- JO de 1988 à Séoul,  Corée du Nord
  - 5e en -52 kg.

### Championnats du monde
- 1986 à Sofia,  Bulgarie
  -  Médaille d'argent en -52 kg
- 1983 à Moscou,  Russie
  -  Médaille d'argent en -52 kg
- 1981 à Lille,  France
  -  Médaille d'argent en -52 kg
- 1987 à Ostrava,  Tchécoslovaquie
  -  Médaille de bronze en -52 kg
- 1982 à Ljubljana,  Slovénie
  -  Médaille de bronze en -52 kg

### Championnats d'Europe
- -  Médaille d'argent en -52 kg
  -  Médaille d'argent en -52 kg
  -  Médaille d'argent en -52 kg
  -  Médaille de bronze en -52 kg
  -  Médaille de bronze en -52 kg
  -  Médaille de bronze en -52 kg
  -  Médaille de bronze en -52 kg